# Pont de Châtel-de-Neuvre
Die Pont de Châtel-de-Neuvre ist eine Straßenbrücke über den Allier bei dem Ort Châtel-de-Neuvre rund 20 Kilometer südlich von Moulins im Département Allier in der französischen Region Auvergne-Rhône-Alpes.
Sie führt die Route départementale D32 über den Allier und verbindet Châtel-de-Neuvre mit La Ferté-Hauterive und seinem ehemaligen Bahnhof an der Bahnstrecke Paris–Marseille sowie mit der Route nationale 7.

## Hängebrücke (1874)
Die erste Brücke bei Châtel-de-Neuvre war eine von Marc Seguin 1870 errichtete Hängebrücke.

## Bogenbrücke von Freyssinet (1923)
Anfang des 20. Jahrhunderts genügte die Hängebrücke nicht mehr den gestiegenen Verkehrslasten. Eine neue Brücke war zwar in Aussicht genommen, aber mangels finanzieller Mittel nicht unmittelbar zu erwarten, da die 1907 ausgeschriebene Pont du Veurdre das Budget des Départements ausschöpfen würde. Dem Département wie der Gemeinde kam jedoch ein Zufall zur Hilfe. François Mercier, ein an dem Bau der Pont du Veurdre interessierter Bauunternehmer, war von einem von dem jungen Ingenieur Eugène Freyssinet aus eigenem Antrieb gefertigten Entwurf der Pont Boutiron so beeindruckt, dass er dem Département anbot, zu dem Schätzpreis der ausgeschriebenen Steinbogenbrücke die Pont du Veurdre sowie die ähnlichen Brücken bei Boutiron und bei Châtel-de-Neuvre nach dem System Freyssinet auszuführen.
Der Rat des Départements stimmte zu. Freyssinet machte beim Bau der Pont du Veurdre praktische Erfahrungen mit dem bis dahin weitgehend unbekannten Kriechen und Schwinden von Beton und zog seine Lehren daraus für die Pont Boutiron und die Pont de Châtel-de-Neuvre.
Der Bau der Pont de Châtel-de-Neuvre wurde nach der Fertigstellung der beiden anderen Brücken 1914 begonnen – und musste wegen des Ersten Weltkrieges alsbald wieder eingestellt werden.
Die danach von 1919 bis 1923 gebaute Brücke hatte ebenso wie die vorangegangenen zwei anderen Brücken drei Öffnungen mit sehr flachen Bögen. Sie dürfte auch in den Abmessungen weitgehend den anderen Brücken entsprochen haben, da dies die Grundlage der Vereinbarung mit dem Département war, also Stützweiten von 67 + 72 + 67 m, die von Bögen mit einem Pfeilverhältnis von 1/14 bzw. 1/15 überspannt wurden, was für damalige Betonbrücken extrem flach war. Anders als bei den vorangegangenen Brücken wurden die als Ständer für die dünne Fahrbahnplatte dienenden filigranen und aufwendig herzustellenden fachwerkartigen Dreiecksverbände nun aufgelöst in schmale Betonwände, woraus sich ein gevouteter, dreizelliger Hohlkasten ergab.
Die Pont de Châtel-de-Neuvre wurde während des Zweiten Weltkrieges 1940 gesprengt, um den Vormarsch der deutschen Truppen aufzuhalten.

## Pont d’Arromanches(1947)
Während und unmittelbar nach dem Krieg hatte man sich mit einer Fähre behelfen müssen. 1947 wurde eine sogenannte Pont d’Arromanches aus neun Whale pier Brückenelementen des Mulberry Hafens vor Arromanches-les-Bains in der Normandie erstellt. Dieses Provisorium hielt rund 30 Jahre, bis die gegenwärtige Brücke eröffnet wurde.

## Spannbetonbrücke (1979)
Die gegenwärtige Brücke mit zwei Fahrspuren und beidseits einem sehr schmalen Gehweg wurde 1979 eröffnet. Die gevoutete Spannbetonbrücke hat einen flachen Bogen über der Hauptöffnung und zwei von den Pfeilern zu den Widerlagern auskragende halbe Bögen.